# Мусоргський Модест Петрович
Моде́ст Петро́вич Му́соргський (9 (21) березня 1839 — 16 (28) березня 1881) — російський композитор, один із членів «Могутньої купки».
Творчість Мусоргського є яскраво національно-вираженою, що відбилося в гармонічних та мелодійних особливостях його музики, зверненні до російського фольклору та національних сюжетів. У своїх найвідоміших операх — «Борис Годунов» та «Хованщина», композиторові вдалося показати невідомі раніше в історії музики обрії за глибиною розкриття образу простого народу.

## Життя і творчість

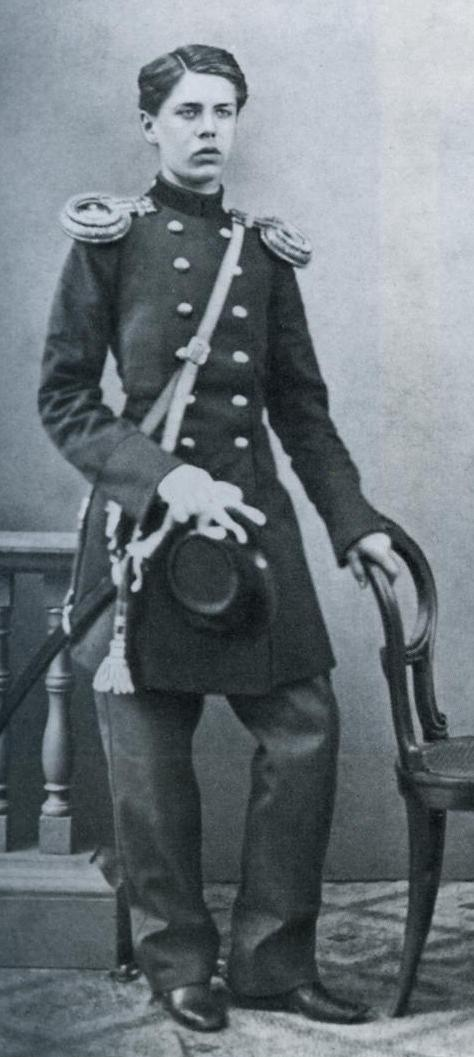
Мусоргський — кадет Преображенського полку

Модест Петрович Мусоргський народився 9 березня 1839 року в маєтку свого батька, небагатого поміщика, у селі Карево Торопецкого повіту (нині Куньїнського району) на Псковщині. Дитячі роки провів у маєтку батьків; з шести років Мусоргський почав займатися музикою під керівництвом матері. В автобіографії Мусоргський писав:
|  | … ознайомлення з духом народного життя було головним імпульсом музичних імпровізацій до початку ознайомлення ще із самими елементарними правилами гри на фортепіано. |

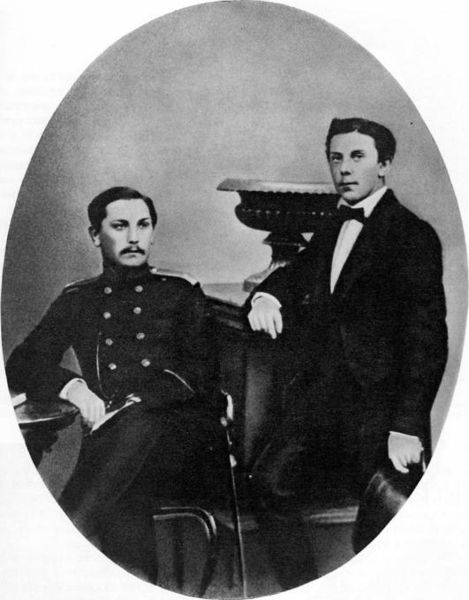
Модест (праворуч) і його брат Філарет (ліворуч) у 1858 році

У 1849 році поступив у Петропавловську школу в Петербурзі, протягом 1852—1856 років вчився у Школі гвардійських підпрапорщиків. Одночасно брав уроки музики в піаніста Антона Герке. У 1852 році виданий перший твір Мусоргського — полька для фортепіано «Підпрапорщик». У 1856—1857 роках він познайомився з Олександром Даргомижським, Володимиром Стасовим і Мілієм Балакиревим, які вплинули на його загальний і музичний розвиток. Під керівництвом Балакирева Мусоргський почав серйозно займатися композицією; вирішивши присвятити себе музиці, в 1858 пішов з військової служби. Наприкінці 1850 — початку 1860-х років Мусоргський написав ряд романсів й інструментальних творів, у яких уже виявилися своєрідні риси його творчої індивідуальності. Протягом 1863—1866 років працював над оперою «Саламбо» за однойменним романом Гюстава Флобера (не завершена), що відзначається драматизмом народно-масових сцен. До середини 1860-х років сформувався світогляд Мусоргського як митця-реаліста, близького ідеям революційних демократів.
Звернувшись до актуальної, соціально загостреної тематики народного життя, він створив пісні й романси на слова Миколи Некрасова, Тараса Шевченка, Олександра Островського й на власні тексти («Калістрат», «Колискова Єремушки», «Спи, засни, селянський син», «Сирітка», «Семінарист», тощо), у яких виявився його дар побутописця, уміння створювати яскраво характерні людські образи. Багатством і соковитістю звукових фарб вирізняється симфонічна картина «Ніч на Лисій горі» (1867 рік), створена за мотивами народних казок і легенд. Сміливим експериментом стала незакінчена опера Мусоргського «Одруження» (на незмінений текст комедії Миколи Гоголя, 1868 рік), вокальні партії якої засновані на безпосередньому відтворенні інтонацій живої розмовної мови.
Всі ці роботи підготували Мусоргського до створення одного з найбільших його творінь — опери «Борис Годунов» (за трагедією Олександра Пушкіна). Першу редакцію опери (1869 рік) не прийняла до постановки дирекція імператорських театрів. Після переробки «Бориса Годунова» поставили у петербурзькому Маріїнському театрі (1874 рік), але з великими скороченнями.

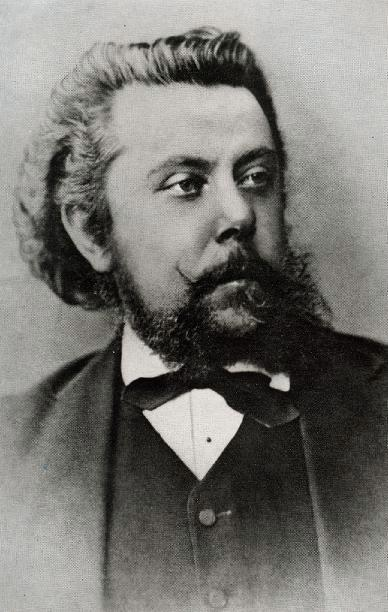
Мусоргський в пізні роки життя

У 1870-х роках Мусоргський працював над грандіозною за задумом «народною музичною драмою» з епохи стрілецьких бунтів кінця XVII століття «Хованщина» (лібрето Мусоргського, почато в 1872 році), ідею якої йому підказав музичний критик Володимир Стасов, і комічною оперою «Сорочинський ярмарок» (за повістю Гоголя, 1874-80 роки). Одночасно створив вокальні цикли «Без сонця» (1874 рік), «Пісні й танці смерті» (1875—1877 роки), сюїту для фортепіано «Картинки з виставки» (1874 рік), тощо.
В останні роки життя Мусоргський переживав тяжку депресію, яку спричинило невизнання його творчості, самітність, побутові та матеріальні труднощі. Він став зловживати алкоголем. Помер він у бідності в Ніколаєвському солдатському шпиталі від бешихи ноги. Незакінчену композитором «Хованщину» завершив після його смерті Микола Римский-Корсаков, «Сорочинський ярмарок» доробили Анатолій Лядов, Цезар Кюї та інші. В 1896 Микола Римський-Корсаков зробив нову редакцію «Бориса Годунова». У радянський час Дмитро Шостакович наново відредагував й оркестрував «Бориса Годунова» й «Хованщину» (1959 рік). Самостійний варіант завершення «Сорочинського ярмарку» належить Віссаріону Шебаліну (1930).

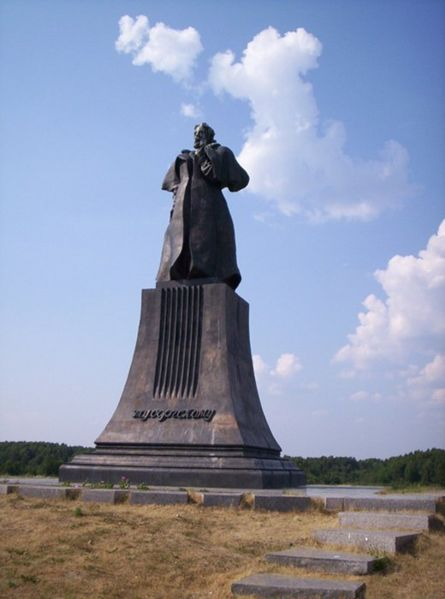
Пам'ятник Мусоргському на Батьківщині

Великий гуманіст, демократ і правдолюбець, Мусоргський прагнув діяльно служити своєю творчістю народові. З величезною силою він відобразив гострі соціальні конфлікти, створив могутні, сповнені драматизму образи повсталого народу, що бореться за свої права. Разом з тим Мусоргський був чуйним психологом, знавцем людської душі. У музичних драмах «Борис Годунов» й «Хованщина» надзвичайно динамічні, барвисті масові народні сцени поєднуються з розмаїтістю індивідуальних характеристик, психологічною глибиною й складністю окремих образів. У сюжетах з минулого Росії Мусоргський шукав відповіді на болючі питання її сучасності. «Минуле в сьогоденні — от моє завдання», — писав він Стасову, працюючи над «Хованщиною». Як геніальний драматург виявив себе Мусоргський й у творах малої форми. Деякі з його пісень являють собою подобу невеликих драматичних сценок, у центрі яких — живий і закінчений людський образ. Вслухаючись в інтонації розмовної мови й у мелодії російської народної пісні, Мусоргський створив глибоко оригінальну, виразну музичну мову, що вирізняється гострою реалістичною характерністю, тонкістю й різноманіттям психологічних відтінків. Творчість його дуже вплинула на багатьох композиторів: Сергія Прокоф'єва, Дмитра Шостаковича, Леоша Яначека, Клода Дебюссі тощо.

## Список творів

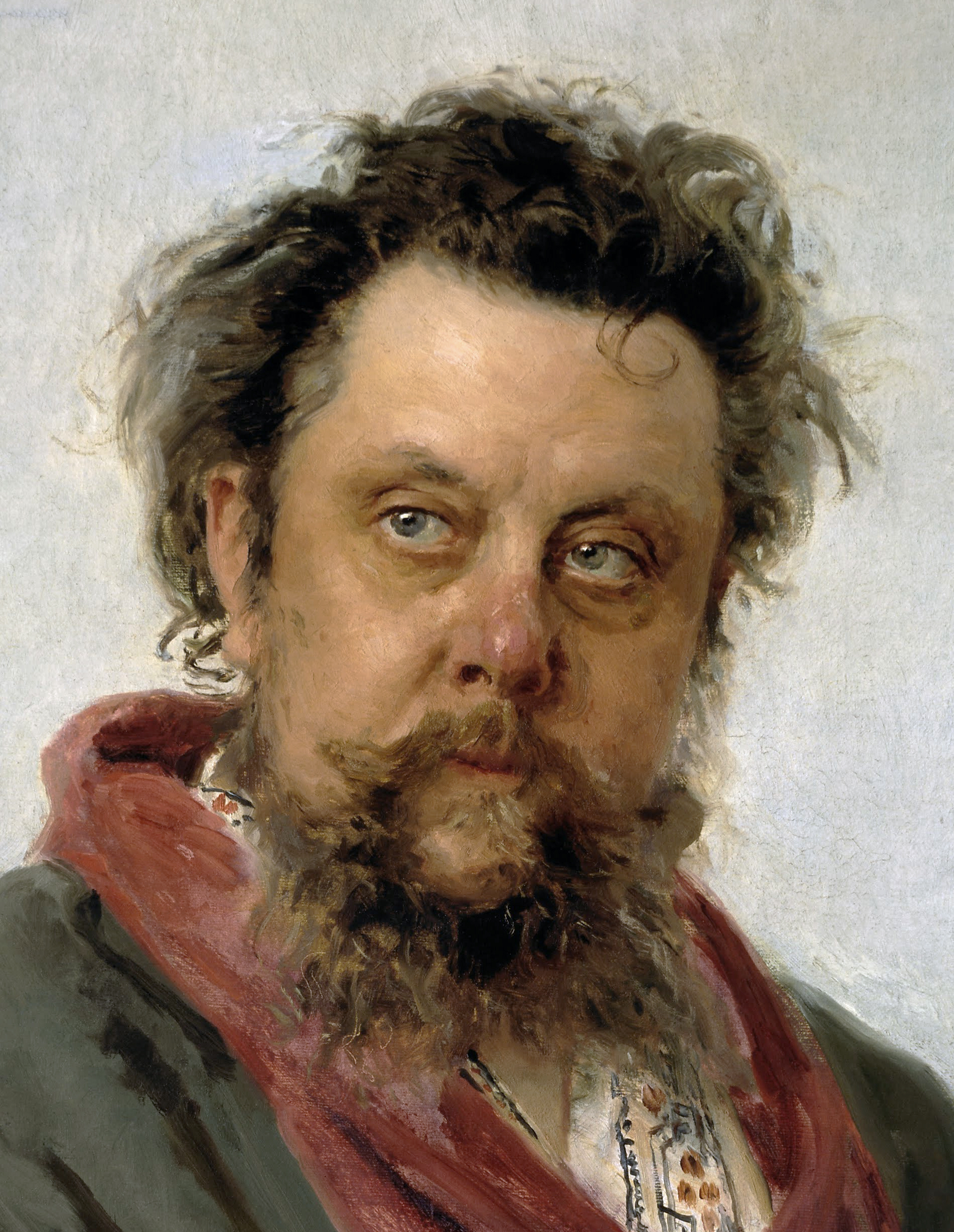
Модест Мусоргський, портрет роботи І. Репіна

### Опери
- «Саламбо» (по роману Г. Флобера, 1863—1866, не закінчена)
- «Одруження» («Женитьба») (на текст комедії М. В. Гоголя, 1-ї дії, 1868; закінчена й оркестрована М. М. Іпполітовим-Івановим, пост. 1931, Радіотеатр, Москва)
- «Борис Годунов» (за трагедією О. С. Пушкіна, 1869; 2-я ред. 1872, пост. 1874, Маріїнський т-р, Петербург; у ред. Н. А. Римського-Корсакова, пост. в 1896 Об-вом муз. зборів, Великий зал Петерб. консерваторії; у ред. Д. Д. Шостаковича, 1959, Ленінгр. т-р опери й балету)
- «Хованщина» (лібретто М., 1872-80, закінчена по авторських матеріалах й оркестрована Римським-Корсаковим, 1883, пост. 1886, силами Муз.-драм. гуртка аматорів, зал Кононова, Петербург; у ред. Шостаковича, екранізована в 1959, пост. 1960, Ленінградського театру опери й балету)
- «Сорочинський ярмарок» (по повісті Гоголя, 1874-80, закінчена Ц. А. Кюї, 1916, пост. 1917, Театр муз. драми, Петроград; у ред. В. Я. Шебаліна, 1931, Малий оперний т-р, Ленінград; у ред. П. А. Ламма й Шебаліна, 1932, Муз. т-р ім. В. И. Немировича-Данченко, Москва, також 1952, Філія Великого театру, Москва)

### Твори для оркестру
- скерцо сі-бемоль мажор (1858)
- Alla marcia notturna (1861)
- Симфонія ре-мажор мажор: Andante, Scherzo, and Finale (1861—1862)
- «Иванова ночь на лысой горе» (1867)
- Симфонічне інтермеццо в класичному дусі (1867)
- «Торжественный марш: Взятие Карса» (1880)

### Твори для фортепіано
| - Porte-enseigne: Polka (1852) - Souvenir d'Enfance (1857) - Scherzo до-дієз мінор (1858) - «Impromptu passionné» (1859) - «Kinderscherz» 1. Оригінальна версія(1859) 2. Редакція(1860) - Соната до мажор для фортепіанного дуету: Allegro and Scherzo (1860) - Intermezzo in modo classico (1861) - «Из воспоминаний детства» (1865): 1. «Няня и я» 2. «Первое наказание: Няня запирает меня в темную комнату» | - «Дума» Rêverie (на тему Логінова) (1865) - «La Capricieuse» (на тему Гайдна) (1865) - «Швея» (1871) - «Картинки с выставки» (1874) - «На южном берегу Крыма» (Гурзуф) (1880) - «Близ южного берега Крыма» (1880) - «Méditation: feuillet d'album» (1880) - «Une Larme» (1880) - «Quasi Fantasia: Au Village» (?1880) |

### Твори для хору
- «Марш Шамиля» (для солістів, хору та оркестру) (1859)
- «Поражение Сеннахериба» (Байрон) (для хору та оркестру)

1. Оригінальна версія(1867)
2. Revised version (1874)

- «Ісус Навін» (Alto/Bass/Chorus/фортепіано) (1874—1877)
- 3 вокалізи (Жіночий хор на 3 партії) (1880)
- 5 російських народних пісень (Чоловічий хор, 4 партії) (1880)

### Романси
| - «Где ты, звёздочка?» (Греков) 1. Оригінальна версія(1857) 2. Редакція для оркестру (1858) - «Отчего, скажи, душа-девица» (Анонім) (1858) - Du meines Herzens Sehnsucht (Анонім) (1858) - «Весёлый час» (Кольцов) 1. Оригінальна версія(1858) 2. Редакція(1859) - «Листья шумели уныло» (Плєщєєв) (1859) - «Что вам слова любви?» (Аммосов) (1860) - «Много есть у меня теремов и садов» (Кольцов) (1863) - «Песнь старца» (Гете: An die Türen will ich schleichen) (1863) - «Царь Саул» (1863) - «Но если-бы с тобою я встретиться могла» (Курочкін) (1863) - «Дуют ветры, ветры буйные» (Кольцов) (1864), - «Ночь» (Пушкін) 1. Оригінальна версія(1864) 2. Редакція(1868) - «Калистрат» (Некрасов) 1. Оригінальна версія(1864) 2. Редакція(1864) - «Молитва» (Лермонтов) (1865) - «Отверженная» (Holz-Miller) (1865) - «Колыбельная песня» (Островський) (1865) - «Малютка» (Плєщєєв) (1866) - «Желание» (Гейне: Ich wollt' meine Schmerzen ergössen) (1866) - «Из слёз моих выросло много» (Гейне: (1866) - «Светик Савишна» Savishna (Мусоргський) (1866) - «Ах, ты, пьяная тетеря» (Мусоргський) (1866) - «Семинарист» Мусоргський) (1866) - «Гопак» (Шевченко/Мей) 1. Оригінальна версія(1866) 2. Оркестрова редакція (1868) - «Днепр» (Шевченко/Мей) 1. Оригінальна версія(1866) (lost) 2. Редакція(1879) - «Еврейская песня» (Мей) (1867) - «Стрекотунья-белобока» (Пушкін) (1867) - «По грибы» (Мей) (1867) | - «Пирушка» (Кольцов) (1867) - «Озорник» (Мусоргський) (1867) - «Козёл (Светская сказочка)» ' (Мусоргський) (1867) - «Классик» (Мусоргський) (1867) - «По над Доном сад цветёт» (Кольцов) {1867} - «Сиротка» (Мусоргський) (1868) - «Колыбельная Ерёмушки» (Некрасов) (1868) - «Детская песенка» (Мей) (1868) - «Детская» (Мусоргський): 1. «С няней» (1868) 2. «В углу» (1870) 3. «Жук» (1870) 4. «С куклой» (1870) 5. «На сон грядущий» (1870) 6. «Поехал на палочке» (1872) 7. «Кот Матрос» (1872) - «Раёк» (Мусоргський) (1870) - «Вечерняя песенка» (Плєщєєв) (1871) - «Без солнца» (Голеніщев-Кутузов) (1874): 1. «В четырех стенах» 2. «Меня в толпе ты не узнала» 3. «Окончен праздный шумный день» 4. «Скучай» 5. «Элегия» 6. «Над рекой» - «Забытый» Forgotten (Голеніщев-Кутузов) (1874) - «Злая смерть (надгробное письмо)» Evil Death (The Epitaph) (Мусоргський) (1874) - «Крапивная Гора» The Mound of Nettles (Мусоргський) (1874) - «Песни и пляски смерти» (Голеніщев-Кутузов) (1875): 1. «Колыбельная» 2. «Серенада» 3. «Трепак» 4. «Полководец» (1877) - «Непонятная» (Мусоргський) (1875) - «Не божиим громом горе ударило» (А.К.Толстой) (1877) - «Горними тихо летела душа небесами» (А.К.Толстой) (1877) - «Спесь» (А.К.Толстой) (1877) - «Ой, честь ли то молодцу лён прясти» (А.К.Толстой) (1877) - «Рассевается, расступается» (А.К.Толстой) (1877) - «Видение» (Голеніщев-Кутузов) (1877) - «Странник» (Плєщєєв) (1878) - «Песня Мефистофеля в погребке Ауэрбаха (Песня о блохе)» (Гете/Струговщиков) (1879) |

### Транскрипції та аранжування
- «Ogni sabato avrete il lume acceso (Canto Popolare Toscano)» (Gordigiani) (Duet: MezzSop/Bar/для фортепіано) (1864)
- Транскрипції (Глінки, Бетховена, Балакірєва, Берліоза та ін.) (для фортепіано: 2, 4, або 8 руки)
- «Сорочинський ярмарок»

1. Сцена на Лисій горі
2. Гопак

### Втрачені роботи
- Соната мі-бемоль мажор: Scherzo and Finale (для фортепіано) (1858)
- Соната фа-дієз мінор (для фортепіано) (1858)
- Preludio in modo classico (для фортепіано) (1860)
- Menuet Monstre (для фортепіано) (1861)
- Соната ре-мажор: Scherzo (для фортепіано) (1862)
- «Буря на Черном море» (для фортепіано) (1879)